# Calliostoma bigelowi
Calliostoma bigelowi is een slakkensoort uit de familie van de Calliostomatidae. De wetenschappelijke naam van de soort is voor het eerst geldig gepubliceerd in 1938 door Clench & Aguayo.